# Chosen
Cet article concerne la série télévisée. Pour la Corée sous occupation japonaise (Chosen ou Chōsen), voir Corée pendant la colonisation japonaise.
Chosen (stylisé CH:OS:EN à l'écran, accompagné d'un tic-tac) est une série télévisée et web-série américaine d'action en 18 épisodes de 23 minutes, créée par Ben Ketai et Ryan Lewis. Les trois saisons ont été mises en ligne entre le 17 janvier 2013 et le 15 avril 2014 par blocs de six épisodes via le service de streaming vidéo de Crackle.
En France, la série est diffusée depuis le 9 avril 2015 sur la chaîne 13ème rue, et au Québec, le 3 mai 2018 sur le service Club Illico. Elle reste inédite dans les autres pays francophones.

## Synopsis
Ian Mitchell (Milo Ventimiglia), avocat et père d'une fillette, reçoit un matin une étrange boîte contenant une arme à feu et la photo d'un inconnu, avec des instructions pour tuer la personne sur la photo. Il est ensuite attaqué par un autre étranger, et découvre qu'il a été choisi par une mystérieuse organisation connue sous le nom de « The Watchers » (Les Veilleurs) pour participer à un jeu mortel. Nicky Whelan apparaît comme son ex-femme, et Chad Michael Murray comme un autre joueur du jeu.

## Distribution

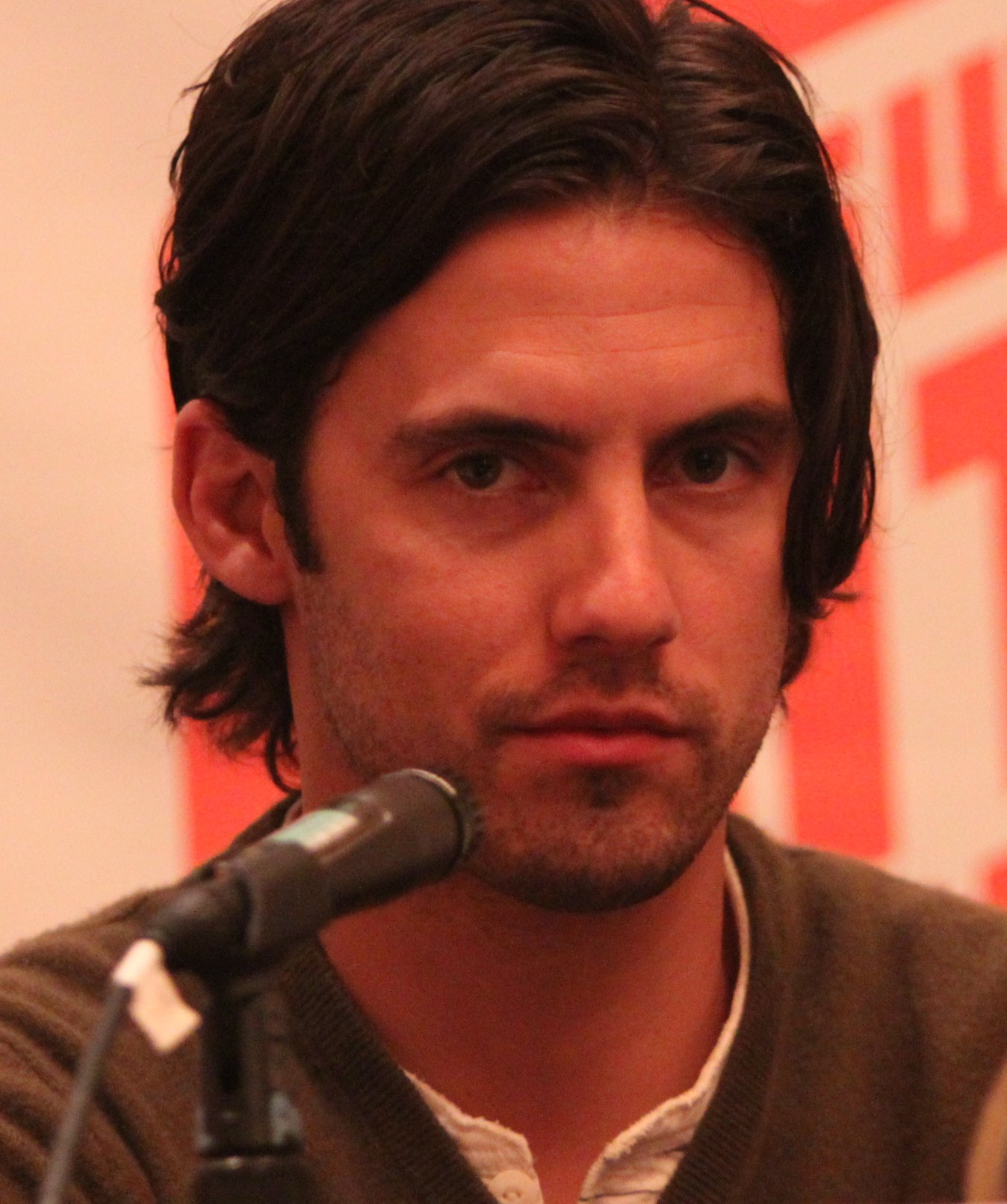
L'acteur principal et producteur exécutif Milo Ventimiglia au SXSW Film Festival 2010.

### Acteurs principaux
- Milo Ventimiglia (VFB : Marc Weiss) : Ian Mitchell (saisons 1 et 2)
- Nicky Whelan (VFB : Micheline Tziamalis) : Laura Mitchell (saisons 1 et 2)
- Diedrich Bader (VFB : Franck Dacquin) : Daniel Easton (saison 1)
- Caitlin Carmichael (VFB : Clara Mullenaerts) : Ellie Mitchell (depuis la saison 1)
- Chad Michael Murray (VFB : Nicolas Matthys) : Jacob Orr (saisons 2 et 3)
- Sarah Roemer (VFB : Maia Baran) : Avery Sharp (saisons 2 et 3)
- Rose McGowan (VFB : Marcha Van Boven) : Josie Acosta (saisons 3)

### Acteurs secondaires
- Jill Bartlett (VFB : Audrey d'Hulstère) : Mara Kanig (saison 1)
- Shaun Baker (VFB : Simon Duprez) : inspecteur Inkster (saison 1)
- Katrina Law (VFB : Delphine Chauvier) : Amber (saison 1)
- Noel Gugliemi : Salmas Valverde (saison 1)
- Kevin Hamedani (VFB : Alessandro Bevilacqua) : Raj (saison 1 et invité saison 3)
- Brandon Routh (VFB : Antoni Lo Presti) : Max Gregory (saisons 2 et 3)
- Joey Luthman (VFB : Gauthier de Fauconval) : King Orr (saison 2)
- Joey Kern (VFB : Alexandre Crépet) : Leslie Brewer (saison 2)
- Sammi Hanratty (VFB : Sophie Frison) : Megan Acosta (saison 3)
- Alexander Le Bas (VFB : Thibaut Delmotte) : Alex Acosta (saison 3)
- Stacy Haiduk (VFB : Valérie Lemaître) : Shondra (saison 3)
- Lexi Ainsworth (VFB : Bernadette Mouzon) : Cassidy (saison 3)

- Version française
  - Société de doublage : Dubbing Brothers Belgique
  - Direction artistique : Christine de Chérisey en codirection avec Chantal Bulgalski, Jennifer Baré (saisons 1 à 3), Alexandre Dukan (saisons 1 et 2), Patrick Tonarelli (saison 2 uniquement) et Laurent Cherel (saison 3 uniquement)

Source et légende : version française (VF) selon le carton du doublage français télévisuel.

## Production
Le 30 avril 2014, Crackle annonçait qu'il renouvelait la série pour une quatrième saison, initialement prévue pour l'hiver 2016. Elle ne s'est pas matérialisée.

## Épisodes

### Première saison (2013)
Les six épisodes, scénarisés et réalisés par Ben Ketai, ont été mis en ligne simultanément le 17 janvier 2013.
1. La Boîte (The Box)
2. Proie ou chasseur (The Hunters)
3. Les Élus (The Fixers)
4. Les Veilleurs (The Watchers)
5. Chacun pour soi (The Cavalry)
6. Engrenages (The Way Out)

### Deuxième saison (2013)
Les six épisodes, scénarisés par Ben Ketai, Ryan Lewis et Evan Charnov, et réalisés par Ben Ketai, ont été mis en ligne hebdomadairement par groupe de deux entre le 12 et le 26 décembre 2013.
1. Secondes chances (Second Chances)
2. Héros et meurtriers (Heroes and Villains)
3. Première cible (Right At Your Door)
4. Compte à rebours (Killers)
5. Collisions (Collision Course)
6. Face à face (Protect Your Own)

### Troisième saison (2014)
Le 10 décembre 2013, la série est renouvelée pour une troisième saison. Les six épisodes, scénarisés par Ben Ketai et Evan Charnov, et réalisés par Toby Wilkins, ont été mis en ligne simultanément le 15 avril 2014.
1. Rédemption (Redemption)
2. Les Mains sales (Dirty Hands)
3. Trahison (The Hatchet)
4. Prisonniers (Prisoners)
5. La Boîte Noire (Downward Spiral)
6. La Dernière Cible ? (Monsters)

## Diffusions internationales
Les six épisodes de la saison 1 ont été diffusés en primeur en Australie sur la chaîne FX le 16 juin 2013. Les dix-huit épisodes des trois premières saisons ont été diffusés en Allemagne sur la chaîne 13th Street entre le 2 février 2015 et le 9 mars 2015. En France, les trois premières saisons de la série ont été diffusées sur la chaîne 13ème rue les jeudis 9, 16 et 23 avril 2015 sous une forme un peu particulière : les six épisodes constituant chacune d'elles étaient en effet mis bout à bout, ce qui les faisait ressembler à des films d'un peu plus de deux heures.